# U–534
Az U–534 tengeralattjárót a német haditengerészet rendelte a hamburgi Deutsche Werft AG-től 1941. április 10-én. A hajót 1942. december 23-án állították szolgálatba. Három harci küldetése volt, hajót nem süllyesztett el.

## Pályafutása
Az U–534 első járőrszolgálatára 1944. május 8-án futott ki Bergenből Herbert Nollau kapitány irányításával. Az Atlanti-óceán északi részén vadászott szövetséges hajókra, de egyet sem sikerült elsüllyesztenie. Kilencvennyolc tengeren töltött nap után tért vissza Bordeaux-ba.
Innen indult következő, szintén sikertelen harci küldetésére 1944. augusztus 25-én. Két nap múlva megtámadta egy brit Vickers Wellington, de sikerült a gépet lelőni.
Utolsó járőrszolgálatára Koppenhágából futott ki május 5-én, de még aznap mélységi bombákkal elsüllyesztette egy B–24 Liberator. A legénységből hárman elestek, 49-en túlélték a támadást. 1993-ban a tengeralattjárót kiemelték a Kattegat szorosból, és a nagy-britanniai Birkenhead-be szállították, ahol kiállították.

## Kapitány
| Név            | Kezdőnap           | Zárónap        |
| -------------- | ------------------ | -------------- |
| Herbert Nollau | 1942. december 23. | 1945. május 5. |

## Őrjáratok
| Indulás    | Indulónap           | Érkezés      | Zárónap             |
| ---------- | ------------------- | ------------ | ------------------- |
| Bergen     | 1944. május 8.      | Bordeaux     | 1944. augusztus 13. |
| Bordeaux   | 1944. augusztus 25. | Kristiansand | 1944. október 24.   |
| Koppenhága | 1945. május 5.      | *            | 1945. május 5.      |

* A tengeralattjáró nem érte el úti célját, elsüllyesztették